# 俄罗斯农业党

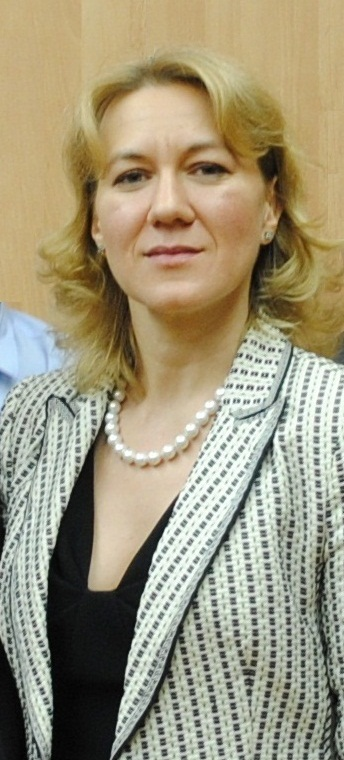
2012年时党领袖奥尔加·巴什马奇尼科娃

俄罗斯农业党（俄语：Аграрная Партия России, АПР）是一个唯农论的俄罗斯政党。它建立于1993年2月，是俄罗斯联邦历史中最早的政党之一。

## 历史
俄罗斯农业党组建于1993年2月26日，由阿尔泰共和国总统米哈伊尔·拉普辛和图拉州州长和前苏联国家紧急状态委员会成员瓦西里·斯塔罗杜博切夫。在他们领导的时期（1993-2004年），该党于俄罗斯联邦共产党(CPRF)祖国-全俄罗斯组成联盟。直到2008年，该党的意识形态均是农业社会主义和集体主义。
创始人米哈伊尔·拉普辛领导该党直到2004年；随后的领导人是弗拉基米尔·普罗特尼科夫。在1993年12月的国家杜马选举中，农业党在杜马获得了37个席位，并赢得了8％的普选票。1994至1996年期间，其中一名党员伊万·雷布金担任俄罗斯议会议长。在1995年12月的国家杜马选举中，APR没有超过5％的门槛，只获得3.78％的选票。在2003年12月7日举行的上一次立法选举中，该党赢得了3.6％的普选票，以及议会450个席位中的3个。
2004年俄罗斯总统选举中，农业党党员尼古拉·哈里托诺夫，在俄罗斯联邦共产党担任总统候选人，赢得了13.7％的选票，仅次于弗拉基米尔·弗拉基米罗维奇·普京。
1990年代，该党的代表通常在国家杜马中是共产党的盟友，并主张政府更多地支持农业。
该党于2007年选举中赢得2.30%选票，未突破7%的限制，因此在杜马中没有席位。
农业党在2008年总统选举中支持德米特里·阿纳托利耶维奇·梅德韦杰夫。随后与杜马中占据最多议席的统一俄罗斯党合并。

### 复苏
2012年是该党正式恢复的一个特别值得注意的时期，该党注册领导人奥尔加·巴什马奇尼科娃于5月18日当选为农业协会执行主任。这导致该党采取新方向，摆脱农业社会主义和集体主义和中间派的意识形态。该党已经放弃了与俄罗斯联邦共产党（CPRF）的联盟，该党自成立以来一直在此联盟。俄罗斯农业党目前与俄罗斯人民阵线和俄罗斯生态党“绿党”联合。
根据2012、2013和2014年的选举结果，该党未能在地区和市议会中获胜。